# Filippo Vitale

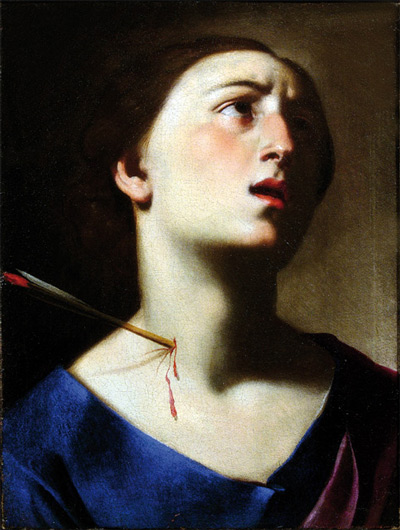
Santa Úrsula.

Filippo Vitale (Nápoles, c. 1585-Nápoles, 1650), fue un pintor italiano, activo en Nápoles durante el Barroco. Fue uno de los miembros del círculo caravaggista de pintores que se formó en torno al valenciano José de Ribera.

## Biografía
Conocemos su vinculación familiar con Pacecco de Rosa, de quien fue padrastro. También sabemos que formó parte del círculo de artistas como Juan Dò, Aniello Falcone y Agostino Beltrano. En los primeros años del siglo XVII tuvo relación con el taller de Carlo Sellitto, de quien parece que fue alumno y el encargado de acabar el Crucifijo de Santa María de Portanova, que Sellitto dejó inconcluso a su muerte.
Vitale formó parte de un grupo de pintores filoespañol muy ligado al estilo de José de Ribera, el Spagnoletto. Su estilo era un poco duro, aunque con el tiempo se suavizó levemente gracias a la influencia de su hijastro Pacecco de Rosa, que acabó superando al que había sido su maestro.
Sus primeros trabajos documentados son una serie de lienzos (después de 1617, seriamente dañados) para la iglesia de la Annunziata en Capua: Natividad, Pentecostés, Circuncisión de Cristo y una Anunciación.
En la fase final de su carrera, se orientó hacia el clasicismo, que cederá poco a poco para mimetizar su arte con el de su hijastro Pacecco. Parece que un número elevado de obras han de ser adjudicadas a una colaboración a cuatro manos entre ambos artistas.

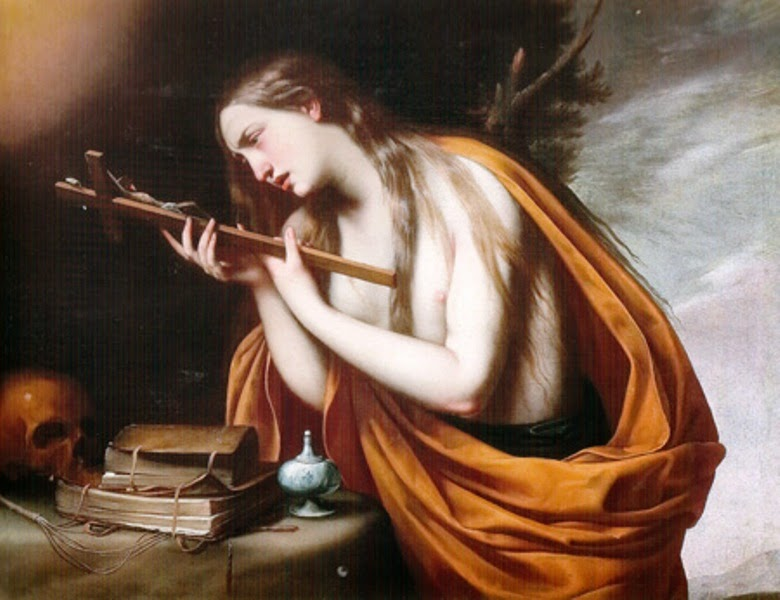
Magdalena penitente.

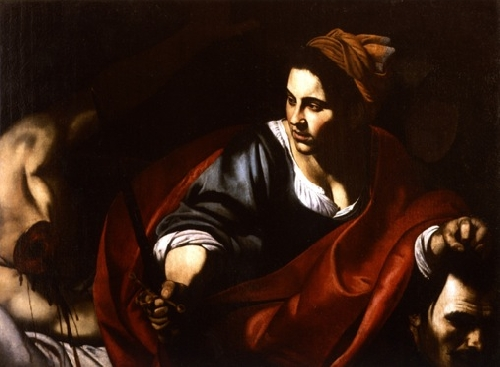
Judith con la cabeza de Holofernes.

## Obras destacadas
- San Jerónimo en el estudio (Colección particular, Nápoles)
- Judith con la cabeza de Holofernes (1620, Colección particular, Nápoles)
- San Pedro liberado por el ángel (Musée des Beaux-Arts, Nantes)
- Loth y sus hijas (Colección particular, Nápoles)
- Caín y Abel
- Santa Ursula (Colección particular, Nápoles)
- Isaac bendice a Jacob
- Sacrificio de Isaac (1617, Museo di Capodimonte, Nápoles)
- Virgen en la gloria con santos obispos (San Nicola alle Sacramentine)
- San Sebastián (Sette Dolori, Nápoles)
- San Benito de Nursia (Musée Fesch, Ajaccio)
- Figura de santo
- Deposición (1635, Regina Coeli, Nápoles)
- Loth huye de Sodoma (1650, colección particular)